# Biserica romano-catolică din Apalina
Biserica romano-catolică din Apalina este un monument istoric aflat pe teritoriul localitate componentă Apalina a municipiului Reghin. În Repertoriul Arheologic Național, monumentul apare cu codul 114827.02.

## Localitatea
Apalina, mai demult Abafaia (în dialectul săsesc Uendref, în germană Odendorf, Bendorf, Brenndorf, Briegendorf, în maghiară Abafája, Apáti) este o localitate componentă a municipiului Reghin din județul Mureș, Transilvania, România. Prima atestare documentară este din anul 1332, sub numele de Abafaya.

## Biserica
Sanctuarul semicircular al bisericii dedicate Sfintei Cruci și partea navei cu care se continuă sanctuarul sunt romanice. În secolul al XVI-lea a fost extinsă spre vest și a fost construit turnul. În afară de intrarea vestică, realizatâ în stil gotic târziu, a existat o intrare și în partea de sud a navei, dar la ultima reparație a fost zidită, astfel încât cadrul ei a dispărut, dar locul mai poate fi recunoscut.
Mobilierul actual al bisericii este din anul 1752 și poartă amprenta stilului neobaroc. A fost realizat prin contribuția generoasă a familiei nobiliare locale Huszár. Altarul principal este bogat decorat. Cele două altare laterale (Inima lui Iisus și Sfântul Ioan Nepomuk) sunt în armonie cu altarul principal.
În 1971 au fost finalizate reparațiile generale ale bisericii. Turnul a fost, de asemenea, complet renovat, cu o nouă cruce deasupra. În 1972 a fost înlocuit gardul și a fost instalată o nouă poartă.

## Imagini din exterior

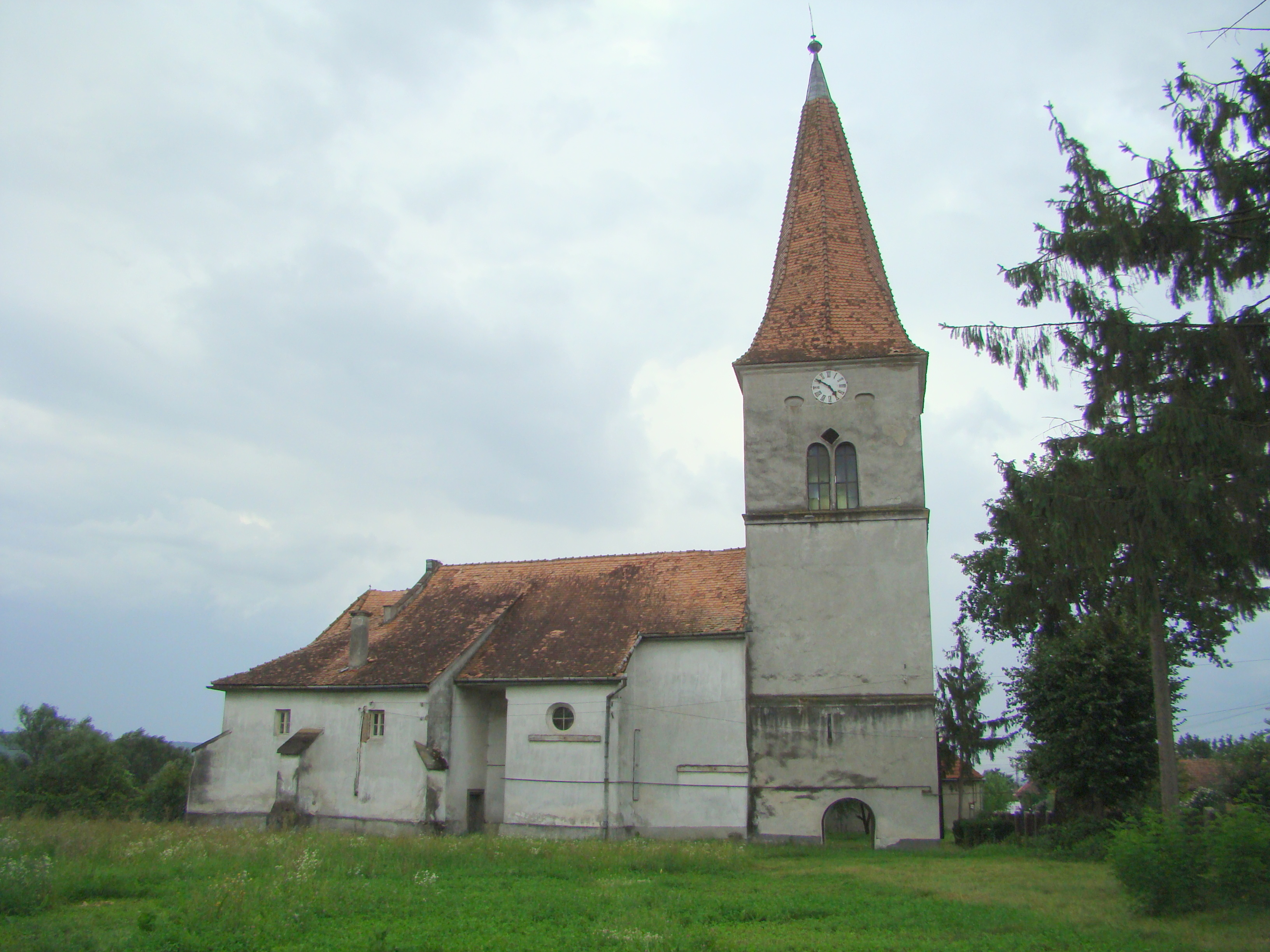
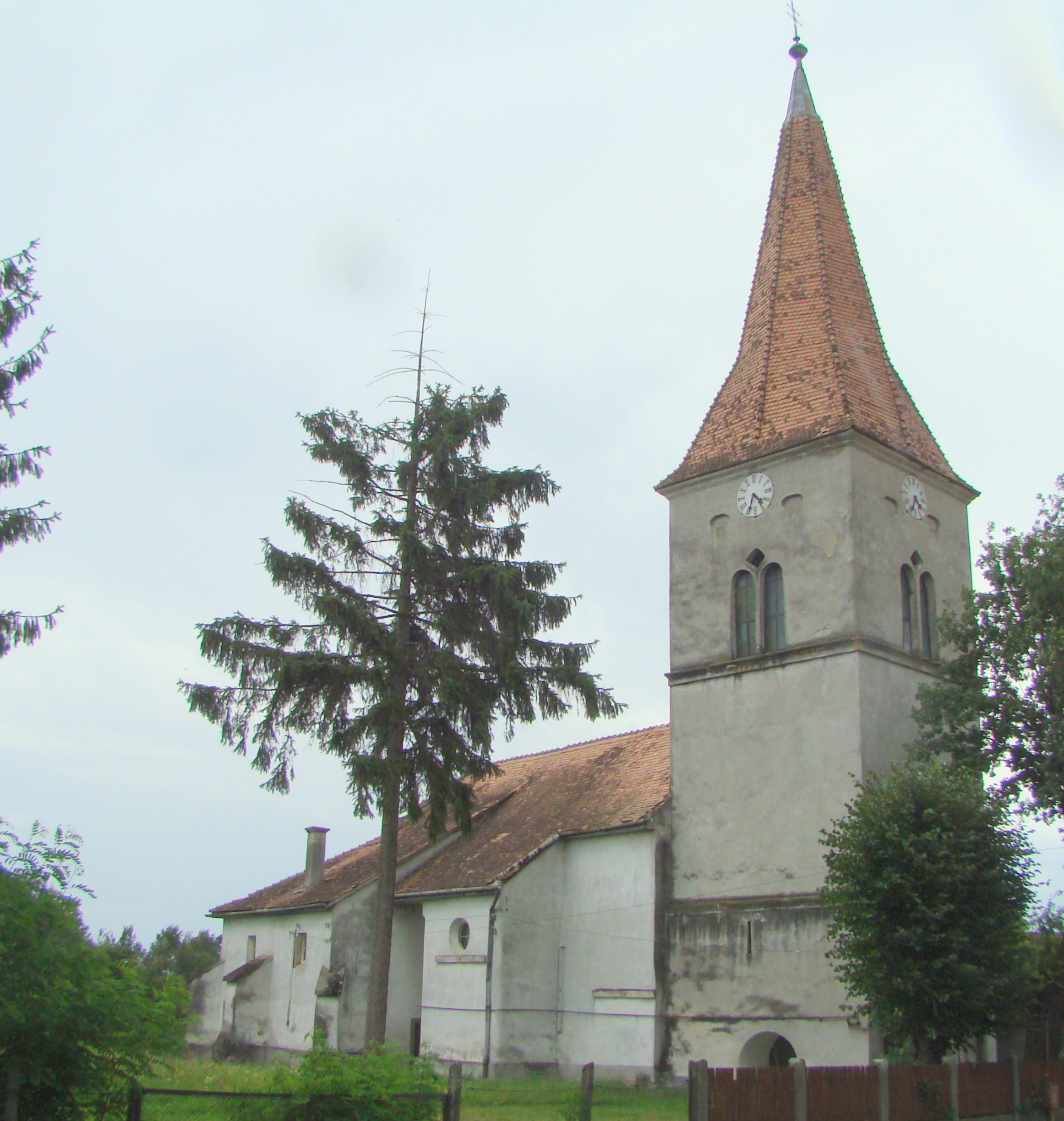
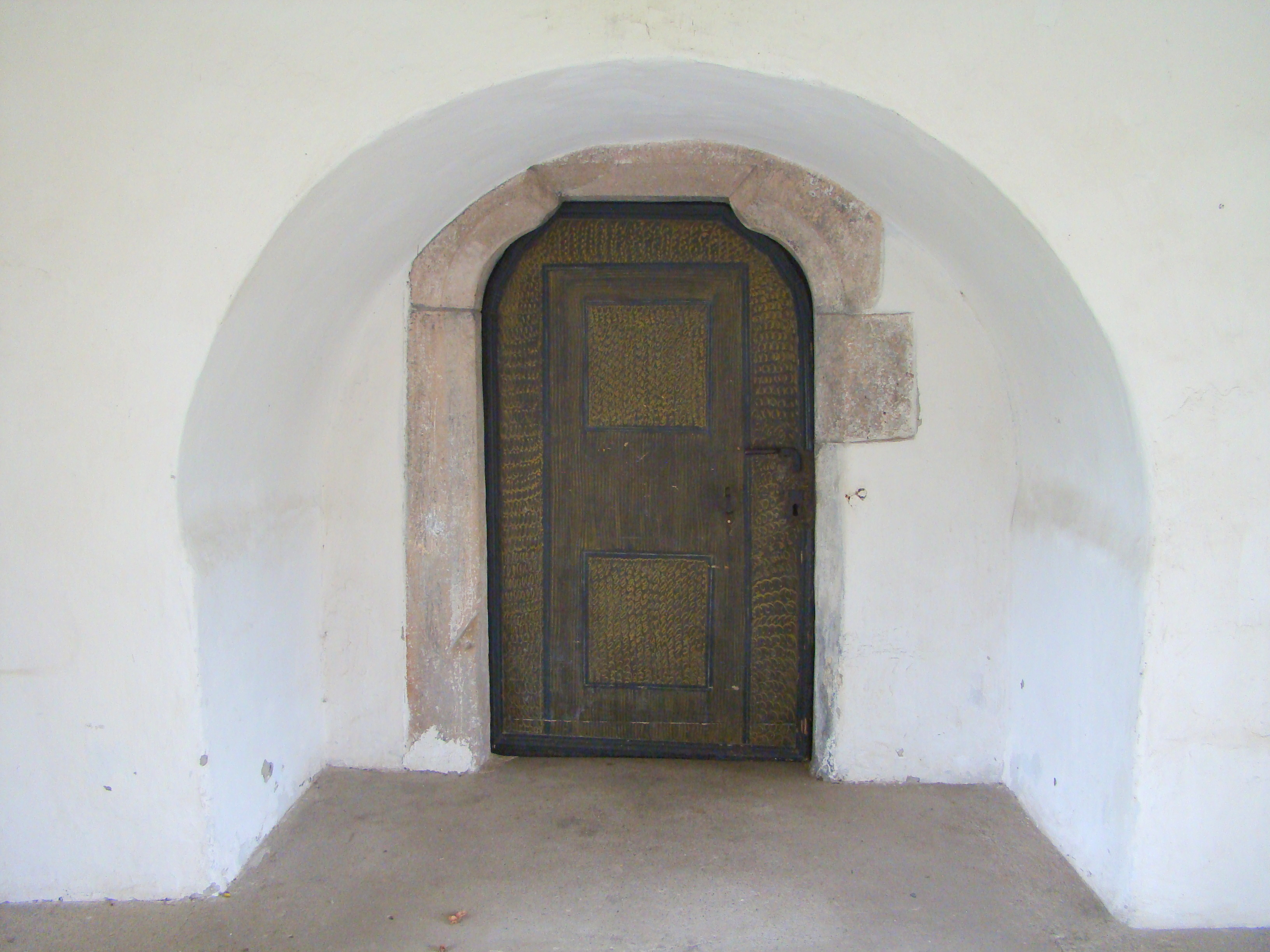
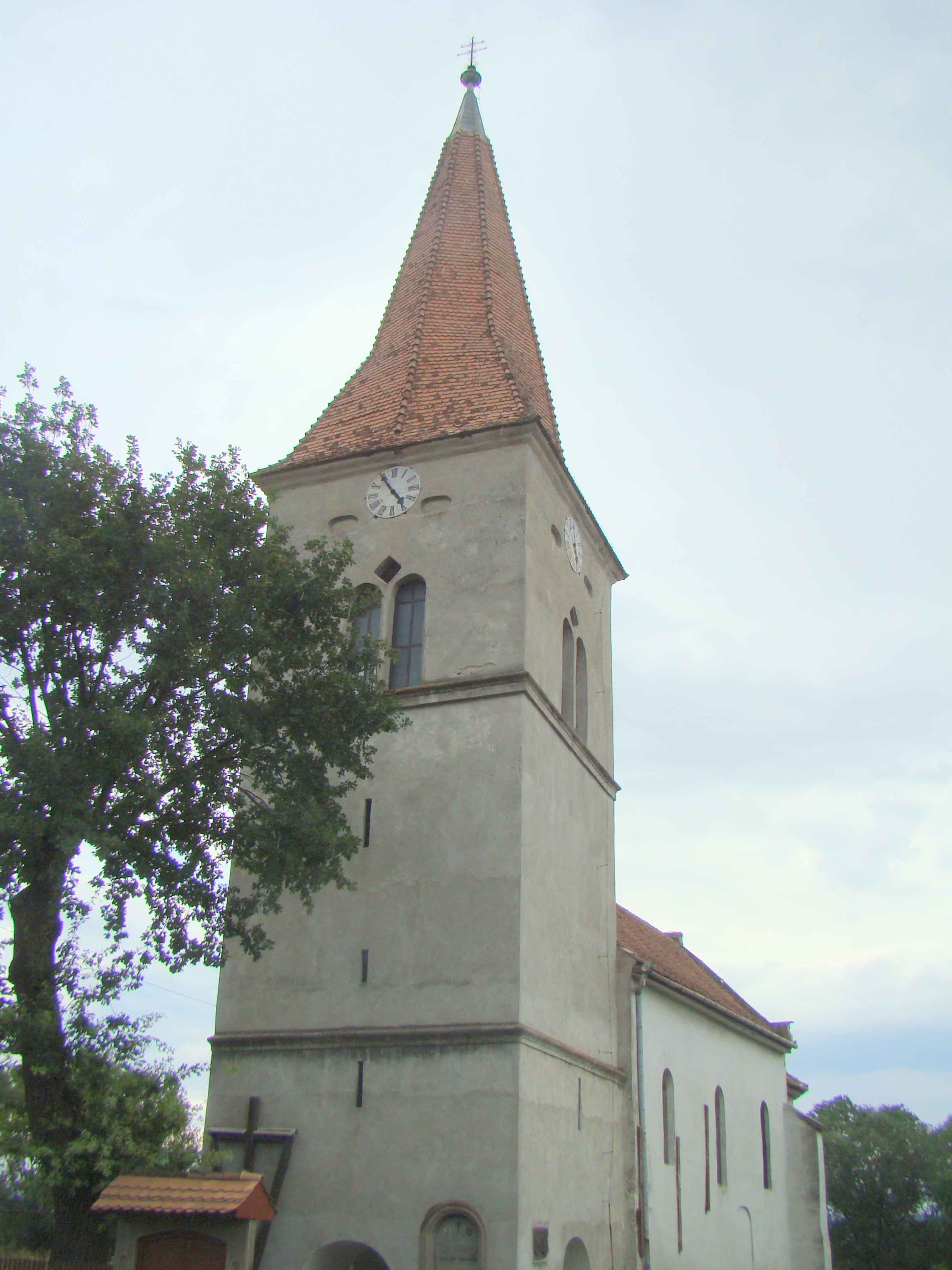
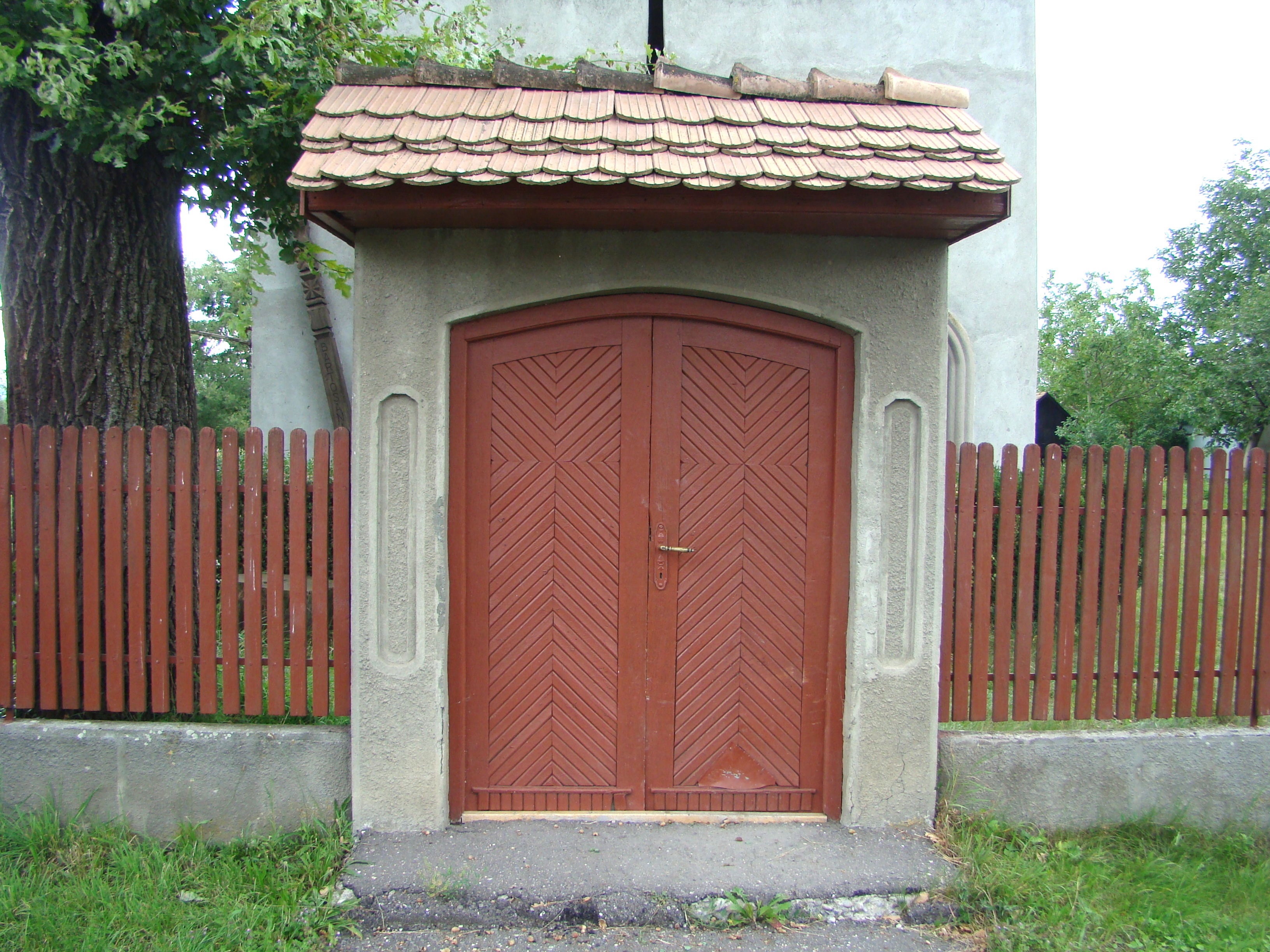
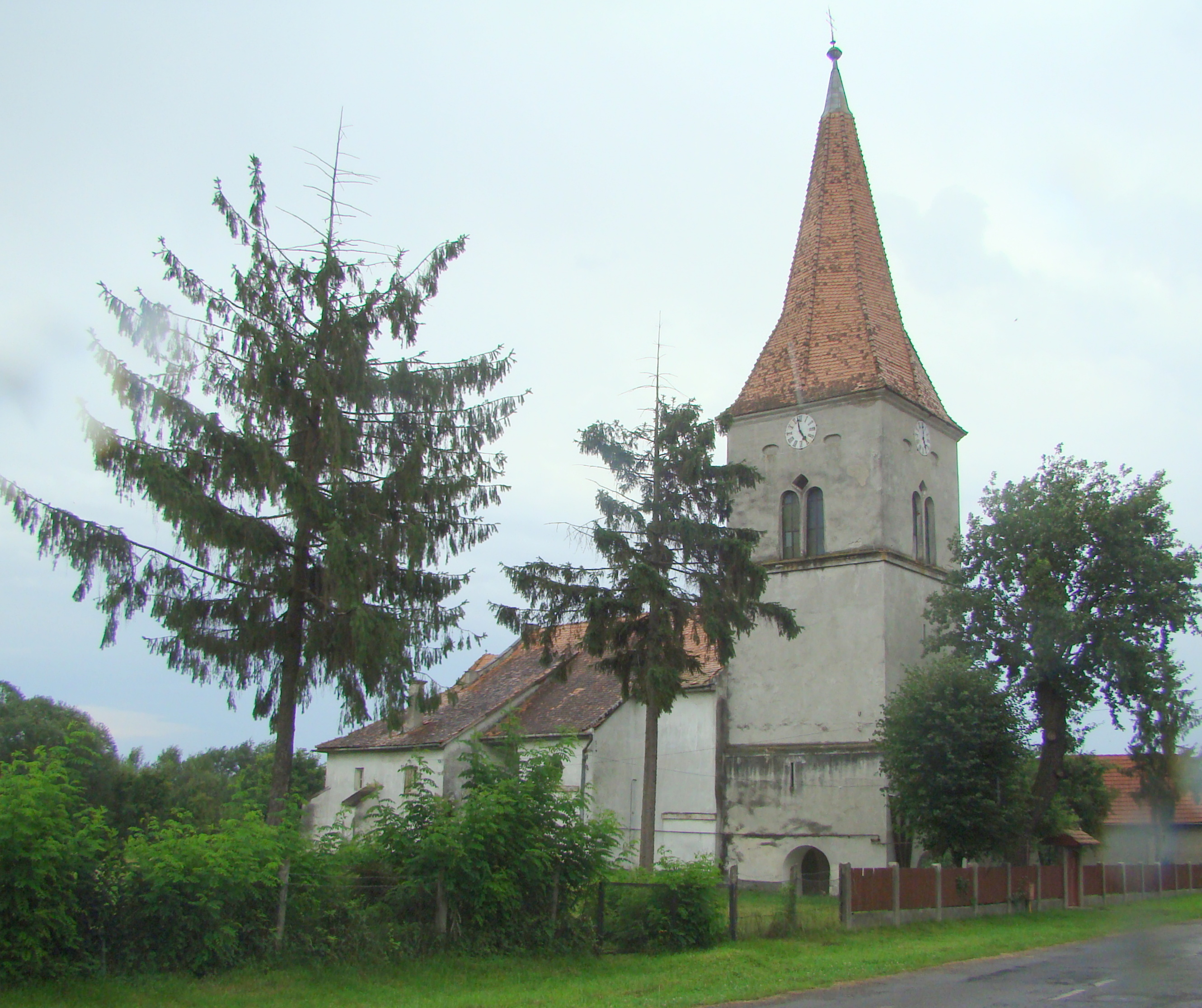
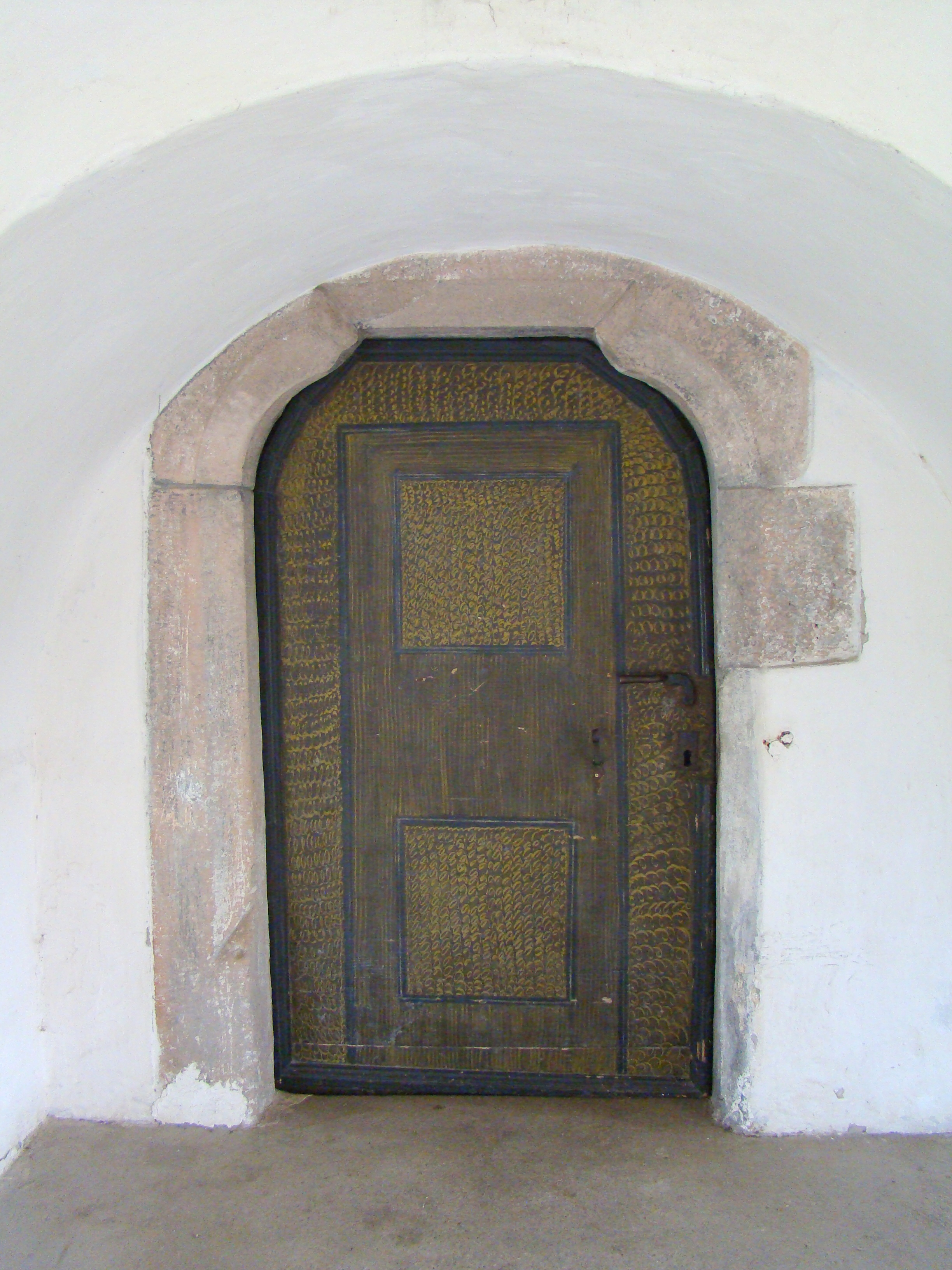
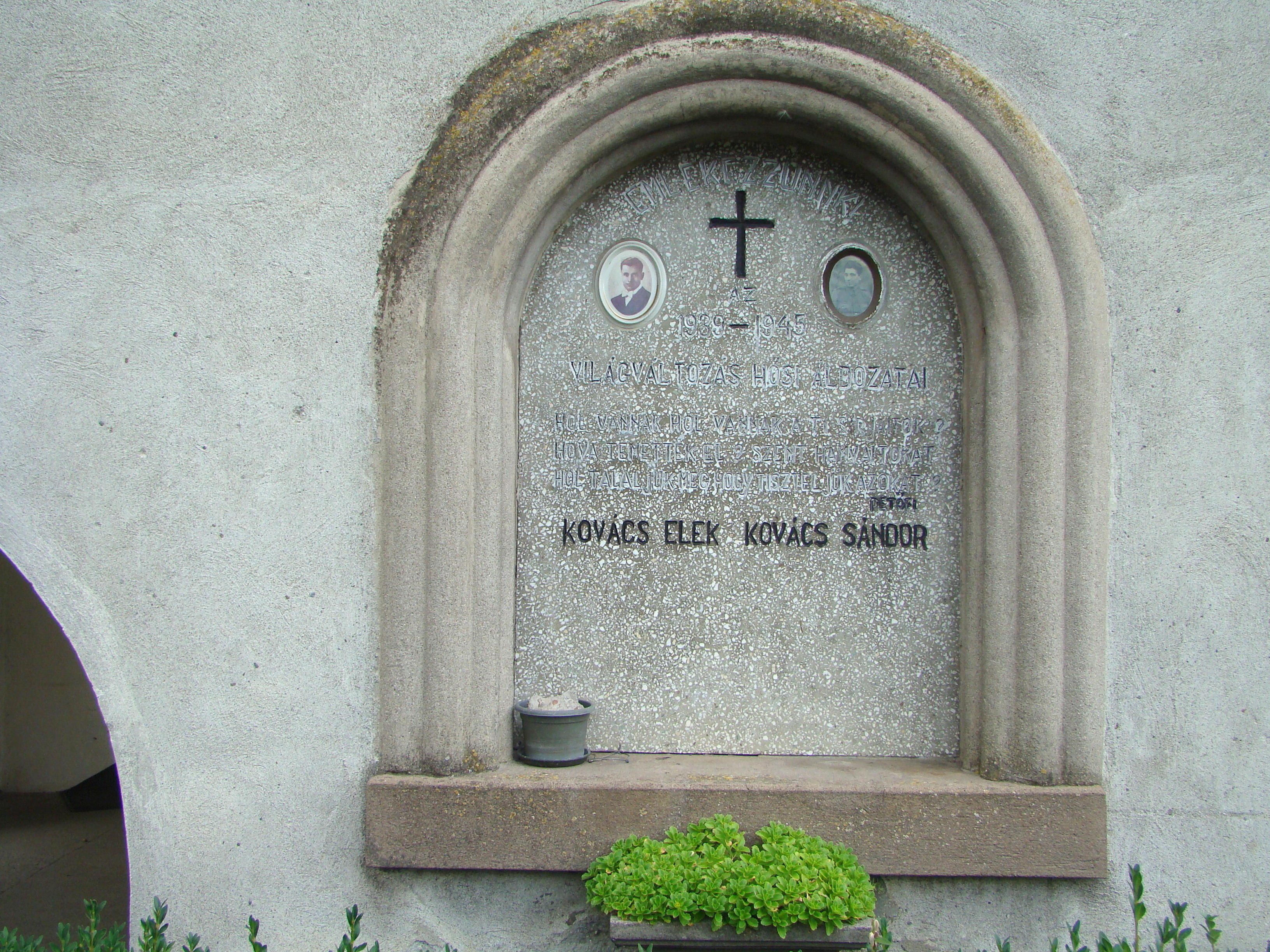
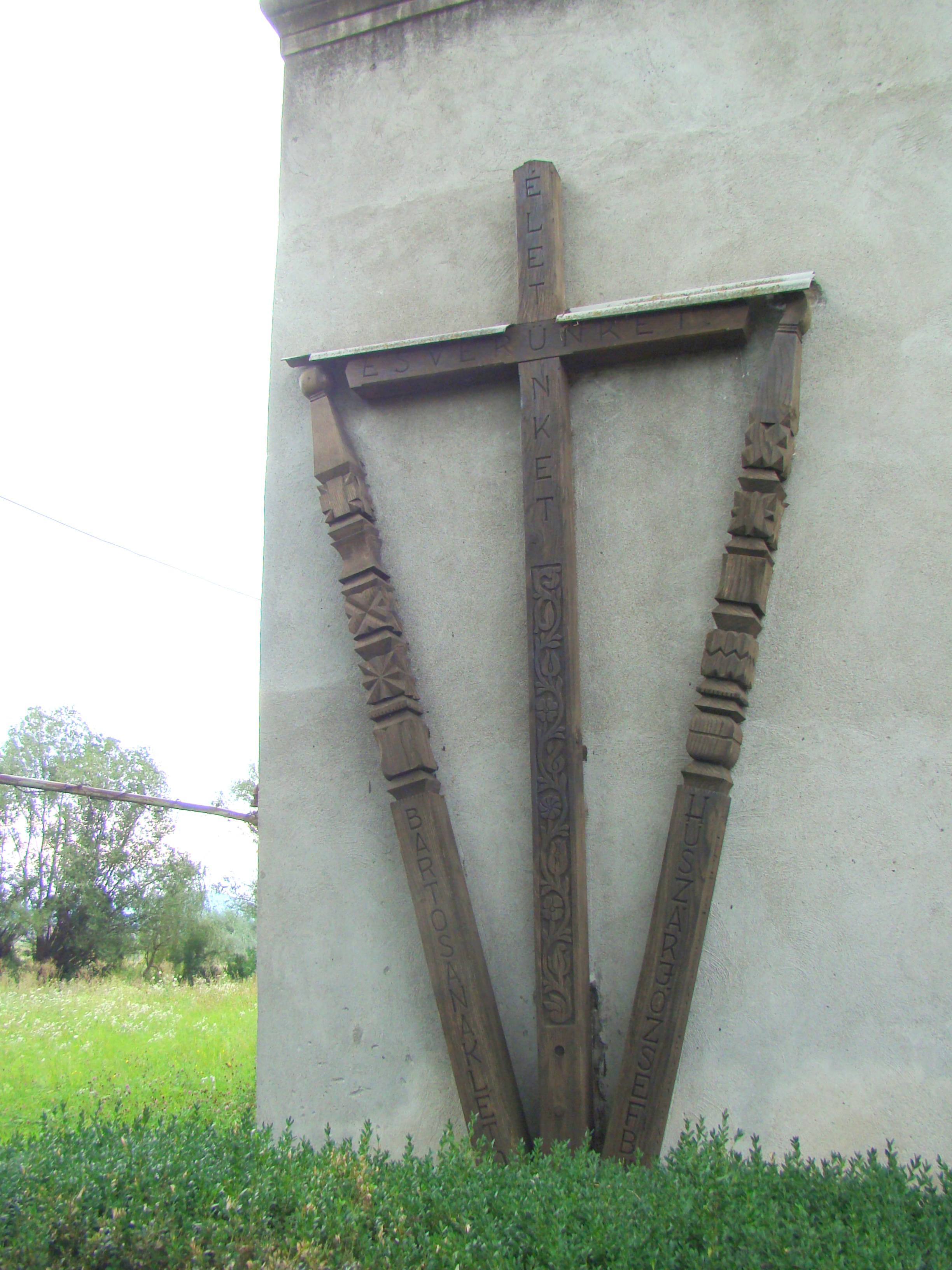
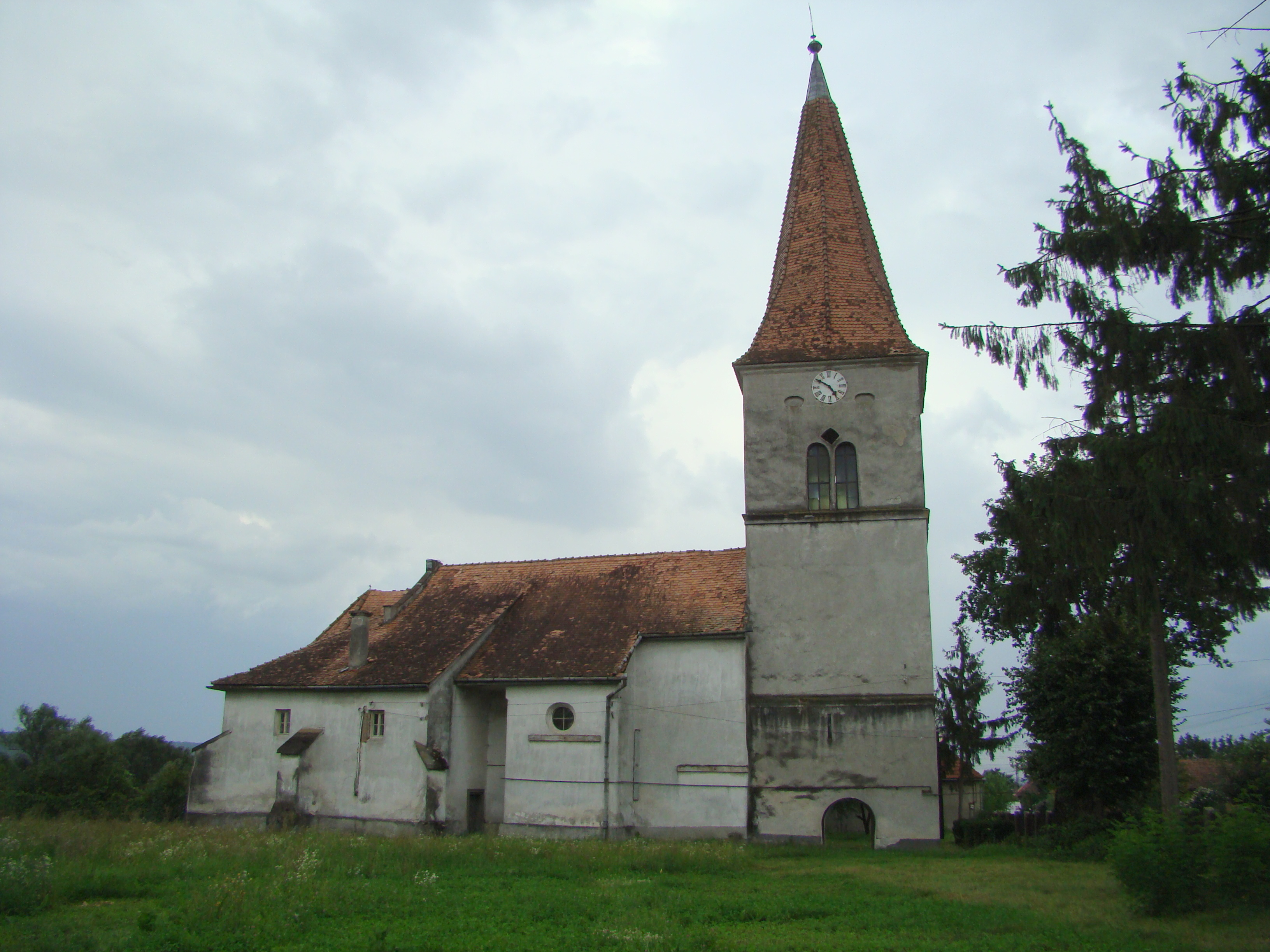
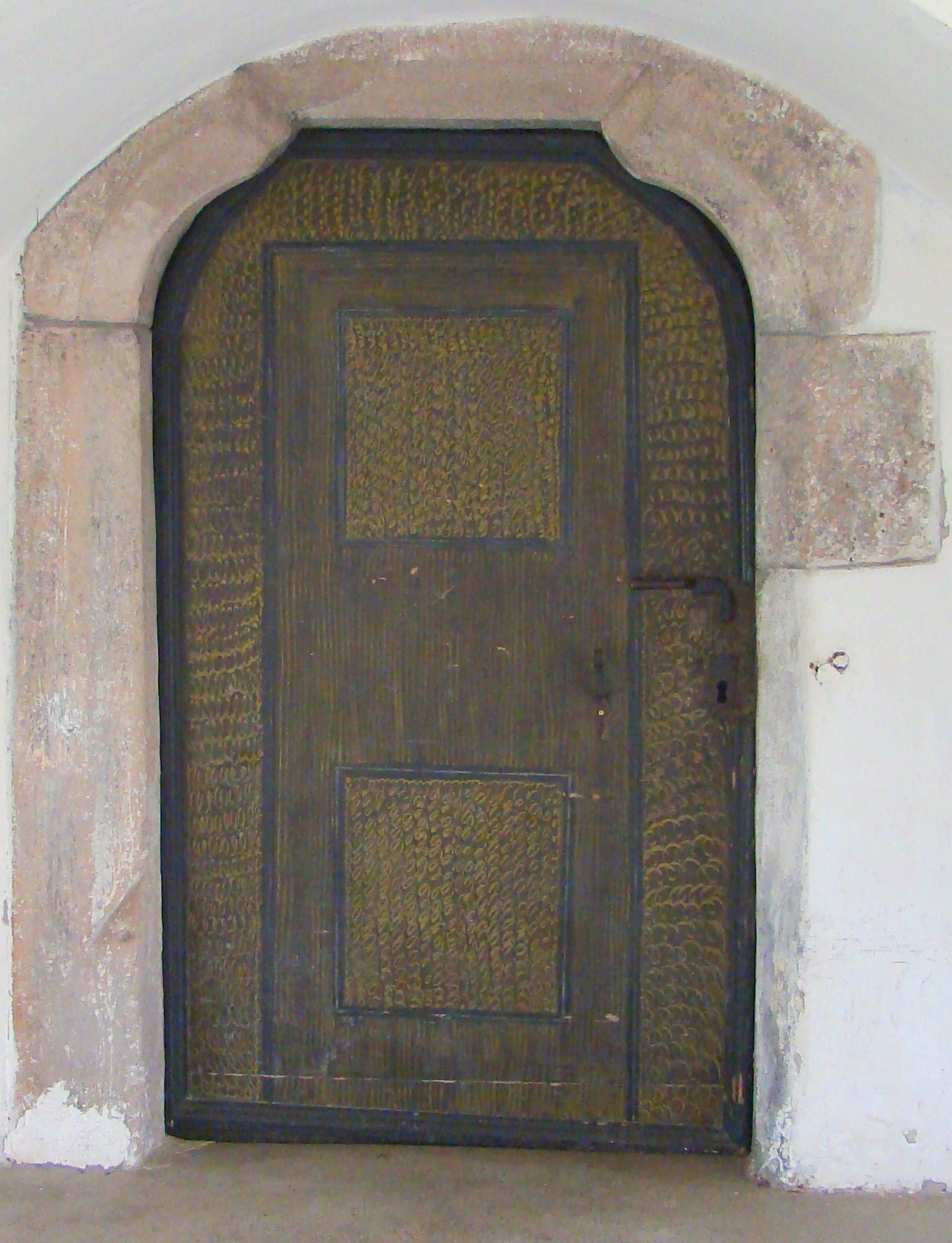
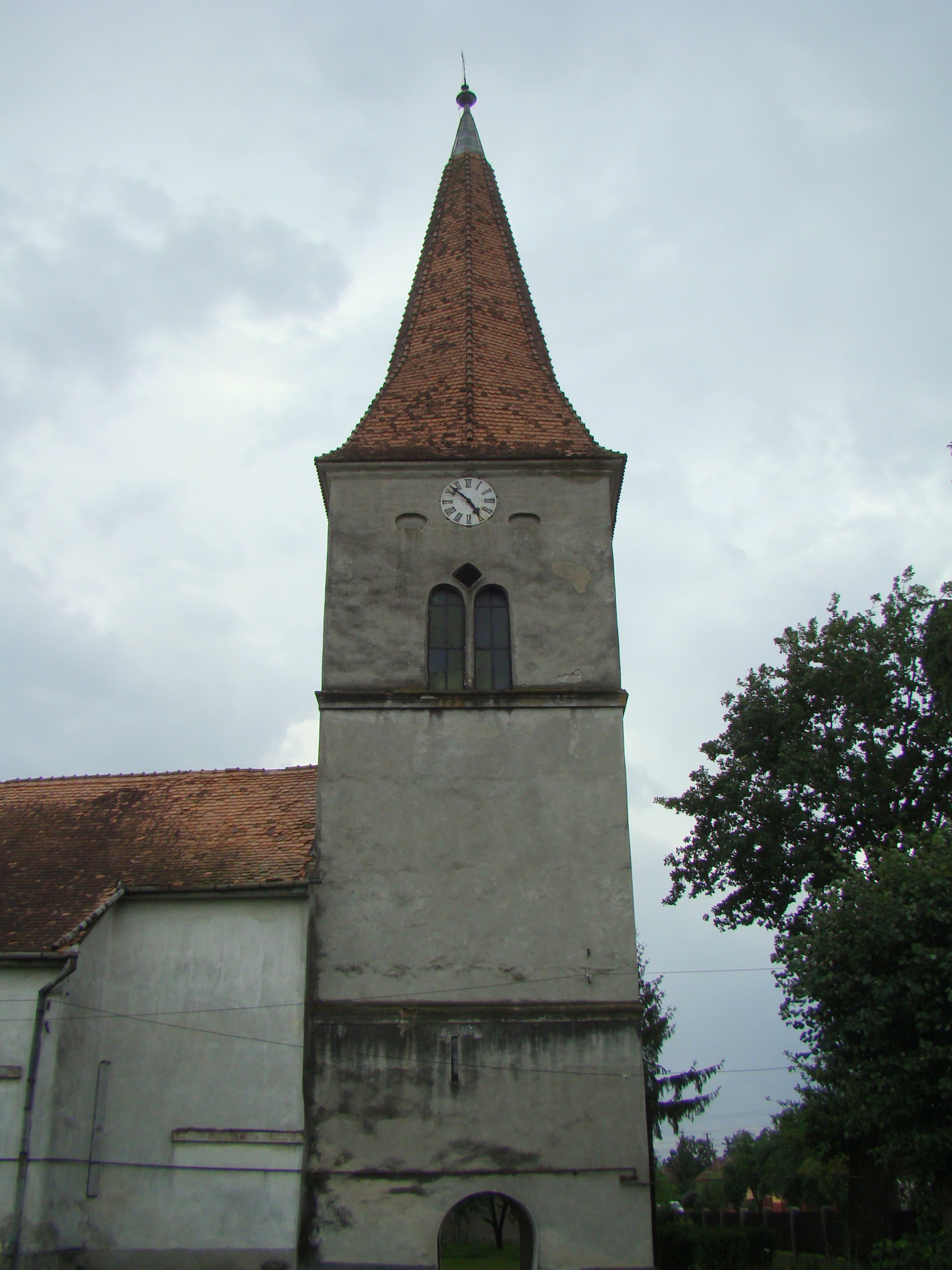

## Vezi și
- Apalina, Mureș